# Bernardo Hombach Lütkermeier
Bernardo Hombach Lütkermeier (nacido el 12 de septiembre de 1933 en Krefeld, Alemania), es un obispo emérito católico de Granada en Nicaragua.

## Biografía
Hombach creció en Hohenhain, cerca de Freudenberg, Alemania. Primero asistió a la escuela secundaria municipal en Olpe, antes de cambiarse a la escuela religiosa de los Padres Blancos en Rietberg a la edad de 15 años, donde pasó su Abitur. Luego estudió teología y filosofía católica en la Universidad Católica de Lovaina. Aquí fue ordenado sacerdote en 1961.
Después de una breve actividad pastoral como vicario en Ickern (Castrop-Rauxel) y como pastor español en Siegen y Dahlbruch, se fue a Argentina. Debido a la situación política incierta allí, dejó el país y luego trabajó en Perú, Colombia, Nigeria y Venezuela. En 1987 se trasladó a Nicaragua, donde primero trabajó como párroco en Juigalpa y luego fue nombrado vicario general de la diócesis. Durante varios años también trabajó aquí como administrador diocesano.
De 1992 a 1995, Hombach fue director de Caritas en Nicaragua. Uno de los focos de su trabajo fue un extenso programa de alfabetización. Por su compromiso, el embajador de Alemania Helmut Schöps le entregó la Cruz Federal al Mérito en Cinta en 1994 en Managua y en 2016 la embajadora Ute König la Cruz al Mérito de 1.ª Clase.

## Obispo
En 1995 el Papa Juan Pablo II lo nombró tercer obispo de la diócesis de Juigalpa. Fue ordenado obispo el 22 de abril de 1995 en Juigalpa por el entonces Arzobispo de Managua, Cardenal Miguel Obando Bravo SDB ; Los co-consagradores fueron el arzobispo de Paderborn Johannes Joachim Degenhardt y César Bosco Vivas Robelo, obispo de León en Nicaragua.
El 15 de diciembre de 2003 fue nombrado quinto obispo de la diócesis de Granada y asumió la diócesis el 7 de febrero de 2004. Desde 2002, Hombach fue presidente de Caritas de Nicaragua; desde 2005 también ha sido Vicepresidente de la Conferencia Episcopal de Nicaragua (CEN).
En septiembre de 2008 rechazó una amnistía general para los expresidentes Arnoldo Alemán y Enrique Bolaños Geyer y el exministro Eduardo Montealegre por irregularidades en sus mandatos de 2002 a 2007; pidió aclaraciones legales.
El 11 de abril de 2010, el Papa Benedicto XVI le aceptó su renuncia. Su sucesor es Jorge Solórzano Pérez, hasta entonces obispo de Matagalpa.